# Nárazníkový stát

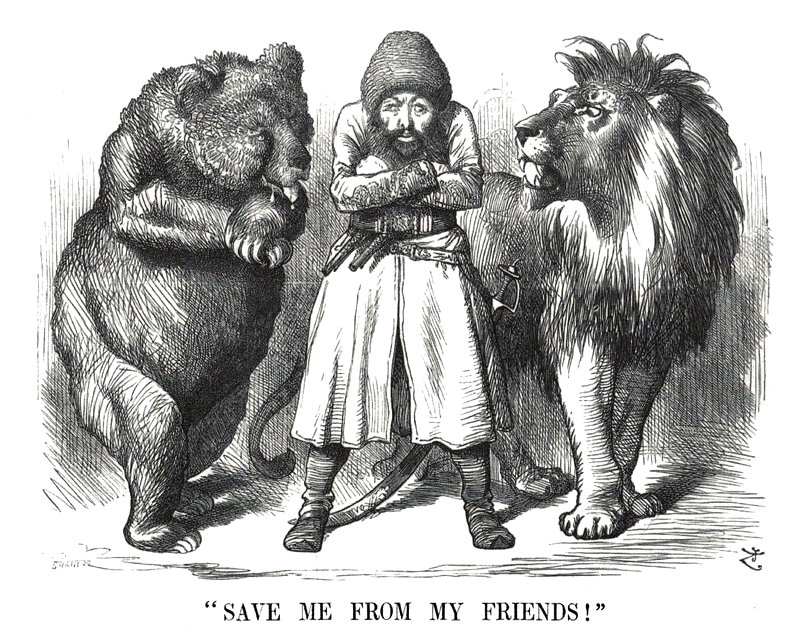
Politická satira z roku 1878 – afghánský vládce Amír Šér Alí mezi ruským medvědem a britským lvem říká „Ochraňte mne před mými přáteli!“

Nárazníkový stát (anglicky Buffer state, francouzsky État tampon, rusky Буферное государство, španělsky Estado colchón) je označení státu, nacházejícího se mezi dvěma soupeřícími velmocemi.
Existence nárazníkového státu předchází vzniku střetu mezi oběma těmito velmocemi a ovládnutí (či snaha o ovládnutí) nárazníkového státu jednou ze soupeřících velmocí obvykle mezi těmito velmocemi vyvolá střet (např. německý vpád do Belgie v roce 1914 vyvolal britské vyhlášení války Německu). Nárazníkový stát je obvykle neutrální, čímž se odlišuje od satelitního státu.
Označení je součástí konceptu vyvažování moci, objevujícího se v evropském strategickém a diplomatickém myšlení od 17. století.

## Příklady
Příkladem nárazníkového státu je:
1. Afghánistán (v průběhu tzv. Velké hry, byl Afghánistán nárazníkovým státem mezi Britskou říší a Ruskou říší, později mezi Britskou říší a Sovětským svazem),
2. Belgie (v době před první světovou válkou byla Belgie nárazníkovým státem mezi Francií, Spojeným královstvím a Pruskem, později Německou říší),
3. Bhútán (nárazníkový stát mezi Britskou říší a Čínskou říší, později mezi Indií a Čínskou lidovou republikou),
4. Polsko (nárazníkový stát mezi Německem a Sovětským svazem po první světové válce, do začátku druhé světové války), a
5. Rakousko (po druhé světové válce nárazníkový stát mezi Varšavskou smlouvou a Severoatlantickou aliancí) (Studená válka)
6. Fiume (po 1. světové válce nárazníkový stát mezi Královstvím Srbů, Chorvatů a Slovinců a Italským královstvím).